# S/S Ronneby
S/S Ronneby var en tidigare svensk ångslup för huvudsakligen persontransporter åt Ronneby Ångslups AB på Ronnebyån med slutdestination vid Karön i Blekinge skärgård. Fartyget beställdes den 26 januari år 1870 av Ronneby Ångslups AB hos Lindholmens varv i Göteborg. Byggnadskostnaden uppgick till 9.700 riksdaler och fartyget kunde levereras den 16 maj samma år. Efter sjösättning i Göteborg avgår fartyget mot Ronneby via Göta kanal och Kalmar innan det anländer vid sin nya hemmahamn den 26 maj 1870. S/S Ronneby sätts genast i trafik och tjänstgör vid Ronneby Ångslups AB ända till juni månad år 1888 då fartyget säljs vidare till Ljunggrens verkstad i Kristianstad som delbetalning för den nya ångslupen S/S Freja.

### Digitala källor
- Skärgårdsbåtar.se om S/S Ronneby